# 蒙蒂龙
蒙蒂龙（法語：Montiron，法語發音：[mɔ̃tiʁɔ̃]）是法国热尔省的一个市镇，属于欧什区。

## 地理
蒙蒂龙（43°35'9"N, 0°50'51"E）面积10.54 平方千米，位于法国奧克西塔尼大區热尔省，该省份为法国西南部内陆省份，北起顺时针与洛特-加龙省、塔恩-加龙省、上加龙省、上比利牛斯省、大西洋比利牛斯省和朗德省接壤。
与蒙蒂龙接壤的市镇（或旧市镇、城区）包括：圣卡普赖、欧里蒙、日蒙、瑞耶、拉阿斯、莫朗、圣安德烈。

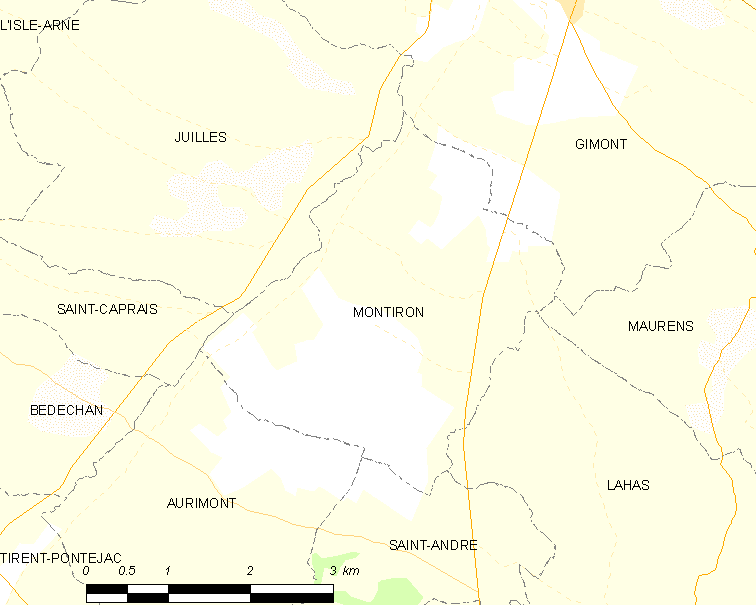
蒙蒂龙的OSM定位图

蒙蒂龙的时区为UTC+01:00、UTC+02:00（夏令时）。

## 行政
蒙蒂龙的邮政编码为32200，INSEE市镇编码为32288。

## 政治
蒙蒂龙所属的省级选区为欧什第二县。

## 人口

1962-2008年间蒙蒂龙人口变化图示

蒙蒂龙于2022年1月1日时的人口数量为138人。